# Paul Fromhold-Treu
Paul Fromhold-Treu (* 22. Mai 1854 im Pastorat von Nitau, Gouvernement Livland, Russisches Kaiserreich; † 16. März 1919 in Riga, Lettland), auch Paul Fromhold Treu geschrieben oder kurz Paul Treu genannt, lettisch Pauls Fromholds-Treijs, russisch Паул Фромхольд Трейс, war ein deutsch-baltischer Geistlicher. Er gilt als evangelischer Märtyrer und ist auf dem Rigaer Märtyrerstein verzeichnet.
Die Datumsangaben in diesem Artikel richten sich, wenn nicht anders angegeben, für den Zeitraum bis 1918 nach dem julianischen Kalender.

## Leben

### Ausbildung, Pastor in Irben
Paul Fromhold-Treus Vater war der Pastor Ditmar Treu. Brüder Paul Fromhold-Treus waren Johannes Fromhold-Treu (* 7. Mai 1853) und Karl Fromhold-Treu (* 27. Juni 1867). Paul Fromhold-Treu wurde zunächst zu Hause unterrichtet. 1868 bis 1870 ging er auf das Gouvernements-Gymnasium in Mitau und von 1870 bis 1873 auf das Gymnasium in Dorpat, das er mit dem Abitur abschloss. Er studierte an der Kaiserlichen Universität Dorpat im Jahre 1874 Philologie, dann von 1875 bis 1880 Theologie. Ab 1875 war er Mitglied des Theologischen Vereins Dorpat. Er schloss sein Studium als graduierter Student ab. 1880 bestand er die Prüfungen vor dem Konsistorium in Riga. Sein Probejahr verbrachte er 1880 bei Pastor Kuntzendorff in Jürgensburg und 1881 bei Pastor Kählbrandt in Neu-Pebalg in Livland. Er wurde am 16. August 1881 in Wolmar von Generalsuperintendent Girgensohn ordiniert. 
1881 bis 1882 war er Pastor-Adjunkt in Neu-Pebalg, 1882 bis 1884 in Laudohn in Livland.
1884 wurde er Pastor in Irben, das sich an der Nordspitze Kurlands befindet und von Sand und Dünen geprägt ist. Von Domesnäs aus erstreckt sich diese Gegend jeweils 30 km den Rigaschen Meerbusen beziehungsweise die Ostsee entlang. Die Gemeinde bestand aus Liven, einem finno-ugrischen Volk, das überwiegend Fischerei betrieb, und Letten, die überwiegend Ackerbau betrieben. Der nächste evangelische Pfarrer war Pastor Krause in Dondangen, der 20 km entfernt von ihm wohnte. Dieser war in der Abgeschiedenheit der Einzige auf seinem Bildungsstand, mit dem er sich unterhalten konnte. Den Frieden in seiner Gemeinde störten die Bekehrungsversuche der russisch-orthodoxen Staatskirche. In Kurland setzten diese 40 Jahre später ein als in Livland. Konvertiten wurden Privilegien versprochen. Der evangelische Pastor ließ sich nicht entmutigen, in seinen Predigten und seiner seelsorgerischen Arbeit dagegen vorzugehen. Ihm war klar, dass er sich damit strafbar machte. Die Orthodoxie erreichte einige Erfolge; hunderte von Personen ließen sich für die orthodoxe Kirche eintragen, Viele auch firmen. Es ging so weit, dass der orthodoxe Priester sein Werbebüro im Haus der Zoll- und Grenzwächter einrichtete. Als der evangelische Pastor davon hörte, begab er sich sofort an den Ort des Geschehens. Der Raum war mit Menschen angefüllt. Als Fromhold-Treu eintrat, hatten die Leute wohl ein schlechtes Gewissen; jedenfalls wichen sie zurück. Vor all diesen Personen fragte der evangelische Pastor den orthodoxen Priester:

„Ist es wahr, daß die, die den Glauben des Kaisers annehmen, Land und das Recht auf den Strand bekommen, haben Sie es versprochen?“

Der Priester gab zur Antwort, dass er kein Land, sondern „Himmelsland“ versprochen habe. Dann fragte Fromhold-Treu die Umstehenden, wer ihnen denn Land versprochen habe. Die Antwort war: „Kalning hat es uns gesagt.“ Dabei handelte es sich um den Psalmensänger des Priesters. Vor dem Eintreffen des Popen hatte Kalnig bereits Bekehrungsversuche gestartet. Fromhold-Treu richtete die Bitte an den Priester, er möge sorge tragen, dass den Leuten keine falschen Versprechungen gemacht werden und es zu keinen Irreführungen komme. Der ebenfalls anwesende Psalmensänger wollte mit Fromhold-Treu sprechen, was dieser aber verweigerte. Das couragierte Engagement des evangelischen Pastors stoppte die orthodoxen Bekehrungsversuche.

### Strafe wegen Vergehen gegen die orthodoxe Staatskirche
Unverzüglich meldete der Psalmensänger Paul Fromhold-Treu bei der Gendarmerie wegen etlicher angeblicher Vergehen. Es wurde Anklage erhoben; auch war beabsichtigt, den Pastor in Untersuchungshaft zu nehmen. Eine hohe Kautionszahlung durch den Patron der evangelischen Kirche, Baron Sacken, erhielt Fromhold-Treu die Freiheit. Sein Fall wurde verhandelt; der Pastor wurde freigesprochen. Der Staatsanwalt legte Berufung ein, wodurch der Fall vor den Senat gebracht wurde. 
Danach ruhte dieser über Jahre hinweg und schien erledigt zu sein. Da er nicht mehr mit einer Bestrafung rechnete, entschloss sich der Pastor, am 4. August 1888 Marie Louise Hedwig Kählbrandt, eine Tochter Propst E. Kählbrandts, zu heiraten. Zwei Jahre konnte er seine Ehe genießen, als ihm die Wiederaufnahme des Verfahrens angekündigt wurde. Der benachbarte Pastor Krause sollte gleichzeitig wegen desselben Vergehens belangt werden. Der Verteidiger wurde durch die kurländische Ritterschaft gestellt. Ein russischer Anwalt aus Sankt Petersburg meldete sich dafür freiwillig. Er vertrat die Pastoren sehr gut, aber erfolglos. Das Urteil wurde im Januar 1891 gefällt. Pastor Fromhold-Treu musste für zwei und Pastor Krause für drei Monate ins Gefängnis. Die Begründung war, dass sie ihre Gemeinden davon abhalten wollten, zur russisch-orthodoxen Kirche zu konvertieren. Die befreundeten Pastoren wurden im Mitauer Gefängnis inhaftiert. Sie durften neben ihrer Bibel auch Kommentare mitnehmen, die für Gebetbücher gehalten wurden. 
Zwei Tage vor seiner Entlassung erfuhr Fromhold-Treu, dass er das Verbot erhielt, in Kurland ein öffentliches Amt zu bekleiden. Der Grund war, dass man Zar Alexander III. die Begnadigungsurkunde vorgelegt hatte. Dieser milderte die Gefängnisstrafe in Verbannung. Der Gouverneur von Kurland, Sipägin, hatte die Gefängnisstrafe aber sofort vollstrecken lassen, gab die Begnadigung zur Verbannung aber erst nach Ende der Haftstrafe bekannt. So war aus der vom Zaren beabsichtigten Milderung der Strafe eine Verschärfung geworden. Sipägin verschlimmerte die Situation noch, indem er gegen den Pastor das Verbot aussprach, sich von seiner Gemeinde zu verabschieden. Damit sollten staatsfeindliche öffentliche Äußerungen von Gemeindemitgliedern verhindert werden. Fromhold-Treu musste seine Heimat und seine Gemeinde unverzüglich und ohne Aufsehen verlassen und war nun arbeitslos. Er bemühte sich sofort, eine neue Stelle zu finden. 
So arbeitete er von 1891 bis 1892 als Sprengelsvikar für Wenden und Wolmar. 1892 wurde er schließlich als Stadtvikar in Riga angestellt. Die Bezahlung war schlecht, die Arbeit hart. So musste er zusätzlich Unterrichtsstunden als Religionslehrer an mehreren Schulen der Stadt geben, um sich selbst und seine drei Kinder ernähren zu können.

### Pastor an der Rigaer Trinitatiskirche

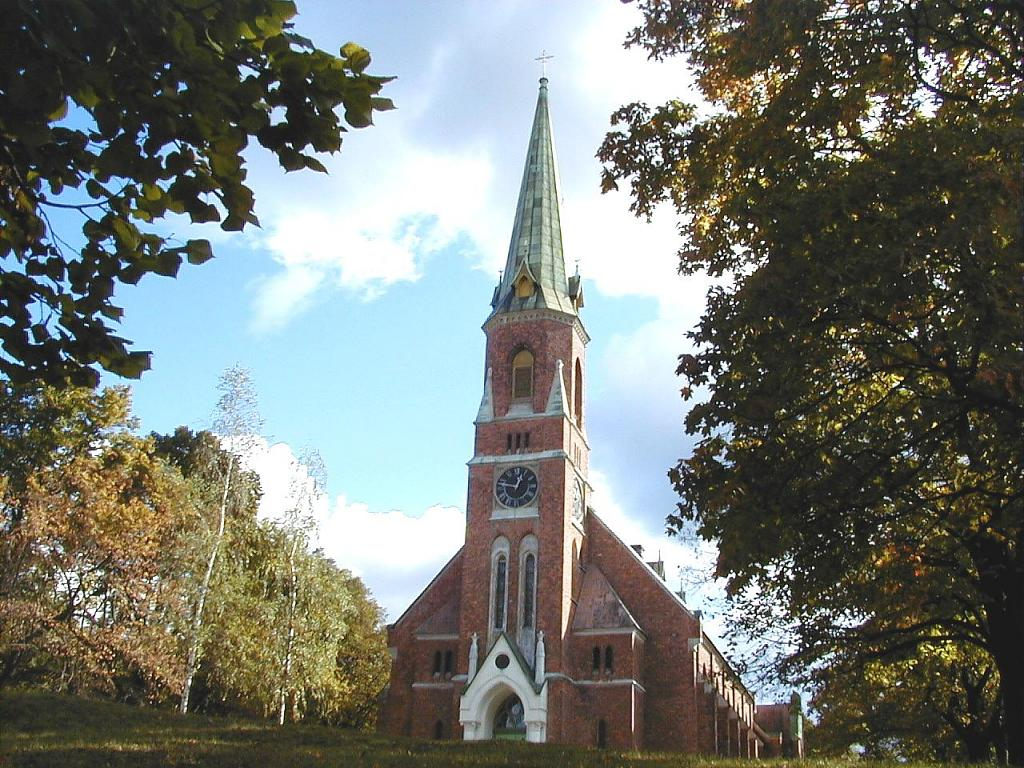
St. Trinitatis-Kirche in Riga

Im Jahre 1896 wurde er schließlich von der lettischen Gemeinde auf die frei gewordene Pastorenstelle an der Rigaer St. Trinitatis-Kirche gerufen. Dort arbeitete er 23 Jahre lang erfolgreich. Sein Hauptaugenmerk galt Predigt und Seelsorge. Die meisten Gemeindemitglieder waren Industriearbeiter, die vom Land aus neu in die Stadt gezogen waren, und die Gemeinde immer mehr anwachsen ließen. Die Gemeinde war zweisprachig, was sie besonders arbeitsintensiv machte. So mussten jede Woche mindestens fünf Gottesdienste abgehalten werden. Der Pastor befand sich in gutem physischen Zustand; auch dadurch war er seinen Aufgaben gewachsen und konnte seine Gemeinde strukturell und inhaltlich fördern. Seine Arbeit galt als gesegnet. 
Neben seiner geistlichen Tätigkeit war Paul Fromhold-Treu, ebenso wie der 1905 ermordete Pastor Karl Schilling, der 1906 ermordete Propst Ludwig Zimmermann, die 1919 von Bolschewiki hingerichteten Geistlichen Hans Bielenstein, Alexander Bernewitz, Xaver Marnitz, Arnold von Rutkowski, Christoph Strautmann, Karl Schlau, Eberhard Savary, Eugen Scheuermann und Wilhelm Gilbert und wie die Pastoren Gustav Cleemann und Erwin Gross, die an den Folgen ihrer Gefangenschaft bei den Bolschewiki starben, ordentliches Mitglied der Lettisch-Literärischen Gesellschaft, die sich der Erforschung der lettischen Sprache, Folklore und Kultur widmete. Diese Gesellschaft wurde überwiegend von deutsch-baltischen Pastoren und Intellektuellen getragen. Für die Letten selbst war eine höhere Bildung zur Zeit der kaiserlich-russischen Vorherrschaft noch kaum zugänglich, ihre Kultur führte ein Schattendasein.
Fromhold-Treu war ein klarer Gegner der Russischen Revolution von 1905/06 mit ihren gewalttätigen Ausschreitungen gegen die Kirche. Die Trinitatiskirche konnte der Pastor vor Zweckentfremdungen durch Revolutionäre bewahren. Bei diesen war er ebenso verhasst wie gefürchtet. Über Wochen hinweg nahmen wehrhafte Gemeindemitglieder, die Revolver in ihren Taschen trugen, an jedem Gottesdienst teil, um die Kirche im Notfall schützen zu können. Die Revolutionäre beschlossen, Fromhold-Treus Pastorat bei nächster Gelegenheit mit als Erstes zu brandschatzen. Der Pastor nahm keine Rücksicht auf sich selbst und vertrat standfest seine Meinung. Das änderte sich auch nicht, als eine revolutionäre Gruppe ihn überfiel und er sich schwer blutend gerade noch nach Hause schleppen konnte, ebenso wenig, als sich eine große Menschenmenge vor dem Pastorat versammelte, eine rote Fahne entfaltete und ihm ein eigens gedichtetes Lied sang, in dem er verspottet und bedroht wurde. Als er sein Amtsjubiläum feierte, eröffneten ihm Viele, dass sein entschlossenes Vorbild verhindert habe, dass sie sich selbst der Revolution anschlossen.

### Kriegszeit und Festnahme durch Bolschewiki
Im Ersten Weltkrieg wurde die Industrie aus Riga abgezogen; die Arbeiterschaft wanderte ab. Dies ließ Fromhold-Treus Gemeinde zusammenschrumpfen. Er war Deutsch-Balte, bediente aber eine lettische Gemeinde, was ihm nun Schwierigkeiten bereitete. Viele Gemeindemitglieder lehnten ihn wegen seiner ethnischen Zugehörigkeit ab, nur wenige blieben ihm treu. Pastor Karl Treu, sein jüngerer Bruder, wurde ins Innere Russlands exiliert. Paul Fromhold-Treu rechnete mit demselben Schicksal. Die vielen Widrigkeiten führten dazu, dass die Arbeit ihm erstmals schwer fiel. Er hatte sogar den Tod eigener Kinder erleben müssen, was ihn sehr traf. 
Er versah aber weiter sein Amt, sowohl während der deutschen Besatzungszeit als auch nach dem Abzug der deutschen Truppen, als im nun folgenden Lettischen Unabhängigkeitskrieg die Bolschewiki herannahten. Er lehnte es ab, in Ruhestand zu gehen; auch eine Flucht kam für ihn nicht in Frage. Er meinte:

„Wo Gott uns hingestellt hat, da müssen wir bleiben, Gefahren gibt es überall, aber Gott kann überall schützen.“

Am 3. Januar 1919 marschierten die Bolschewiki in Riga ein. Fromhold-Treu wurde am 4. Januar von einigen Bewaffneten festgenommen, unter denen sich auch ehemalige Konfirmanden von ihm befanden. Fromhold-Treu wurde für zwölf Wochen unter schweren Haftbedingungen im Matthäigefängnis inhaftiert. Zunächst teilte er sich eine Zelle mit einem geistig Behinderten. Dann kam er in eine größere Zelle, die mit Obdachlosen und Dieben belegt war. Seine gesamten Habseligkeiten wurden von diesen entwendet; sowohl die Mitgefangenen als auch die Wärter verspotteten ihn. Andere inhaftierte Pastoren konnten in dieser Zeit die Gesellschaft gleichgesinnter genießen; Fromhold-Treu ist dieses Privileg nicht zuteilgeworden. Auch jede Information über seine Familie blieb ihm versagt. 
Im Februar gab es einen Presseaufruf in der lettischen „Roten Fahne“, Aussagen über den Pastor beim Tribunal zu machen. Zu dieser Zeit versuchten die Bolschewiki noch, sich den Anschein von Rechtsstaatlichkeit zu geben. Freunde aus seiner Gemeinde versuchten, die Gelegenheit zu nutzen, positive Aussagen über ihren Pastor zu machen. Sie wurden spöttisch abgewiesen, mit den Worten: „Solche Aussagen brauchen wir nicht, wir wollen Anklagen haben“. Die Situation ähnelte der, die in Mk 14,55  beschrieben wird. Schließlich wurde ein geeigneter Anklagepunkt gefunden. Angeblich hatte sich Fromhold-Treu 1905 an der Erschießung zweier Gemeindemitglieder beteiligt. Tatsächlich bestand seine Beteiligung darin, dass er zwei vom Kriegsgericht zum Tode Verurteilten bei der Hinrichtung geistlichen Beistand leisten musste. Die Anklage genügte für die beabsichtigte Hinrichtung Fromhold-Treus.

### Hinrichtung
Am 16. März 1919 wurden insgesamt 30 Häftlinge des Gefängnisses in kleinen Gruppen in den Hof geführt und erschossen. Unter den Aufgerufenen war auch Paul Fromhold-Treu. Als er an der Reihe war, wurde er von den Kommissaren gefragt, ob er seine Beteiligung an der Erschießung von Gemeindegliedern zugeben wolle. Er verneinte dies und fügte hinzu: 

„Meinen Leib könnt ihr mir wohl nehmen, meiner Seele könnt ihr nichts anhaben.“

Danach zertrümmerten mehrere Kugeln seinen Schädel vollständig. Die 30 Leichen blieben zwei Tage lang liegen. Danach wurden sie ausgeplündert. Man warf sie auf einen großen Lastwagen und brachte sie an einen unbekannten Ort. 
Erst nach einer langen Suche wurden die sterblichen Überreste des Pastors zufällig gefunden, als im September ein Massengrab geöffnet wurde, und Fromhold-Treu identifiziert werden konnte. Er wurde auf einem Friedhof mit Sicht auf seine Kirche beerdigt. Die Inschrift seiner Grabtafel lautet: „Siehe, wir preisen selig, die erduldet haben. Jakobus 5,11“ (Siehe Jak 5,11 .)